# Blandini
Blandini je priimek več oseb:    
- Gaetano Blandini, italijanski rimskokatoliški škof
- Giovanni Blandini, italijanski rimskokatoliški škof